# Komedija šesta (Nikola Nalješković)
Komedija šesta, dramsko scensko djelo u jednom činu Nikole Nalješkovića. Tiskana je 1873. godine. Čini cjelinu s Komedijom petom. Žanrovski su obje prva farsa u hrvatskoj književnosti; obje realistički prikazuju život u dubrovačkoj kući, obrađujući temu nevjerna muža gospodara. Naslanjaju se na tradiciju srednjovjekovnih farsa i antičkih mima.  U ovoj Komediji koja je sličnoga naboja i odnosa kao u Petoj, i s podsjećanjem na francusku srednjovjekovnu farsu, radnja se zapleće: s gosparom je zanijela ne samo sluškinja nego i «babica»; to doznavši, žena se pretvara da umire, a pop smiruje situaciju. Društvena kritika ovdje je još jača, jezik prostački, situacija naturalistička i gruba.